# Emily Frost Phipps
Emily Phipps (7 de noviembre de 1865 - 3 de mayo de 1943) fue una profesora y sufragista inglesa, abogada en la vejez y una figura influyente en la Unión Nacional de Profesoras. 

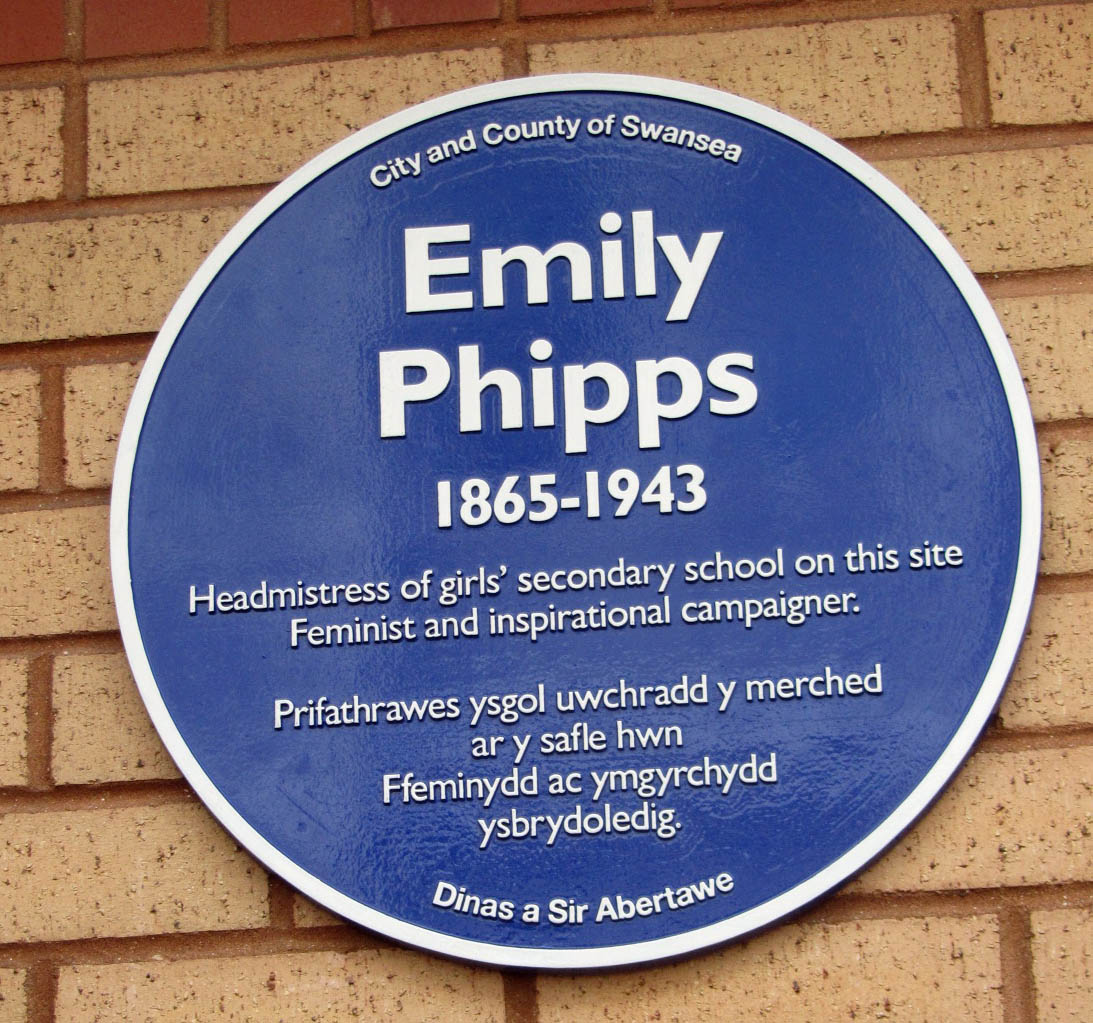
Placa azul a Emily Phipps, Orchard Street, Swansea

## Biografía
La mayor de cinco hermanos, fue hija de Henry John Phipps, calderero en Devonport Dockyard, y Mary Ann Frost. Nació el 7 de noviembre de 1865 en Stoke Damarel, Devonport.[cita requerida]

## Activismo
Era miembro activa de la Unión Nacional de Mujeres Docentes (NUWT), que se formó como parte de la Unión Nacional de Maestras (NUT) en 1906, luego de la Liga de Igualdad de Pago. (El NUWT se convirtió en una organización independiente en 1920 y permaneció en funcionamiento hasta 1961). Emily fue elegida presidenta por tres años consecutivos de 1915 a 1917 y fue la primera editora de la revista NUWT, Woman Teacher, de 1919 a 1930, más tarde encargada de escribir la Historia de la NUWT (publicada en 1928).
La elección general de 1918 fue la primera en la que las mujeres pudieron votar en las elecciones parlamentarias y presentarse como candidatas, y Phipps fue una de las 17 mujeres que aprovecharon la oportunidad para presentarse, convirtiéndose en candidatas progresistas independientes para el distrito electoral de Chelsea con el respaldo del NUWT. Todas las candidatas fueron fuertemente derrotadas, pero ella retuvo su depósito en una competencia directa (con una baja participación) con el diputado conservador en funciones, Sir Samuel Hoare.